# 1111 dans les croisades
Cette page regroupe les évènements concernant les Croisades qui sont survenus en 1111 : 
- 6 mars : mort de Bohémond de Tarente, premier prince d'Antioche. Son neveu Tancrède de Hauteville lui succède[1].
- avril : Tancrède de Hauteville, prince d'Antioche, dénonce le traité de Déabolis[1].
- septembre : Une attaque organisée par Mawdûd, atabeg de Moussoul, est arrêtée au bord de l'Oronte[1].